# Le Suicide de Bébé
Pour plus de détails, voir Fiche technique et Distribution.

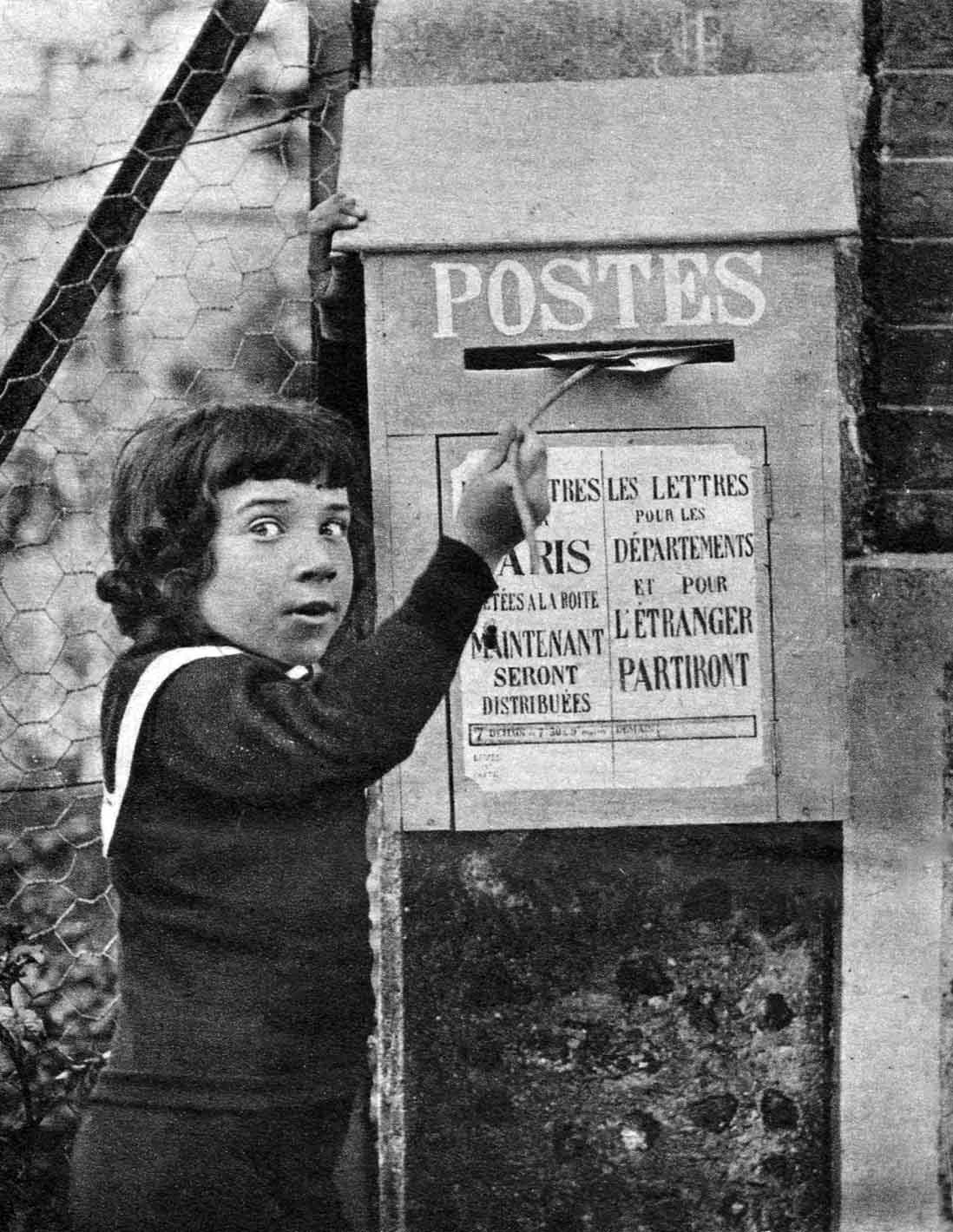
René Dary dans le rôle de Bébé

Le Suicide de Bébé est un film muet français réalisé par Louis Feuillade et sorti en 1912.
Ce film fait partie de la série des Bébé.

## Fiche technique
- Titre : Le Suicide de Bébé
- Réalisation : Louis Feuillade
- Scénario : Louis Feuillade
- Société de production : Société des Établissements L. Gaumont
- Pays d'origine :  France
- Langue : film muet avec les intertitres en français
- Format : Noir et blanc — 35 mm — 1,33:1 — Muet
- Métrage : 210 m
- Genre : Comédie
- Durée : 7 minutes
- Date de sortie : 
  -  France : 1912

## Distribution
- René Dary : Bébé (comme Clément Mary)
- Renée Carl : la mère de Bébé
- Paul Manson : le père de Bébé
- Jeanne Saint-Bonnet : La bonne